# Fiat G.49
Le Fiat G.49 était un avion d'entrainement biplace italien, conçu par Giuseppe Gabrielli et construit par Fiat Aviazione.

## Conception et développement
Le G.49 fut conçu par Gabrielli en remplacement de l'avion d'entrainement avancé américain North American T-6 datant de la Seconde Guerre mondiale. Il fit son premier vol en septembre 1952. Le G.49 est un avion monoplan à aile basse cantilever, entièrement métallique, avec un train d'atterrissage rétractable classique. Il avait un cockpit pour l'élève et l'instructeur en tandem fermé par une verrière. Deux variantes furent construites avec différents moteurs.

## Histoire opérationnelle
L'avion ne fut ni commandé, ni exporté et seul un petit nombre fut opéré par l'Aeronautica Militare.

## Variantes
G. 49-1
Variante propulsée par un moteur en étoile Alvis Leonides 502/4 Mk 24 de 550 ch avec une hélice bipale.
G. 49-2
Variante propulsée par un moteur en étoile Pratt & Whitney R-1340-S3H1 Wasp de 610 ch.
G. 49-3
Variante propulsée par un moteur en étoile I.Ae. 19R El Indio de 625 ch.

## Opérateurs
Italie
- Aeronautica Militare